# Yamil El-Shebli
Yamil El-Shebli (en árabe: جميل الشبلي‎; nacido el 9 de abril de 1979) es un deportista jordano que compite en atletismo adaptado y levantamiento de potencia adaptado. Ganó cuatro medallas en los Juegos Paralímpicos de Verano entre los años 2004 y 2020.

## Palmarés internacional
| Juegos Paralímpicos | Juegos Paralímpicos | Juegos Paralímpicos | Juegos Paralímpicos |
| Año                 | Lugar               | Medalla             | Prueba              |
| ------------------- | ------------------- | ------------------- | ------------------- |
| 2004                | Atenas (Grecia)     | Medalla de plata    | Peso F57            |
| 2008                | Pekín (China)       | Medalla de plata    | Peso F57/58         |

| Juegos Paralímpicos | Juegos Paralímpicos     | Juegos Paralímpicos | Juegos Paralímpicos |
| Año                 | Lugar                   | Medalla             | Categoría           |
| ------------------- | ----------------------- | ------------------- | ------------------- |
| 2016                | Río de Janeiro (Brasil) | Medalla de bronce   | +107 kg             |
| 2020                | Tokio (Japón)           | Medalla de oro      | +107 kg             |